# Nokereberg
Il Nokereberg è una collina situata nel comune di Nokere, in Belgio, nella provincia delle Fiandre Orientali.

## Ciclismo
Percorso più volte da gare ciclistiche quali Nokere Koerse e Kuurne-Bruxelles-Kuurne, nel 2003 è stato scalato per la prima volta dal Giro delle Fiandre.